# 凤池书院
凤池书院，是清朝福建省四大书院之一。

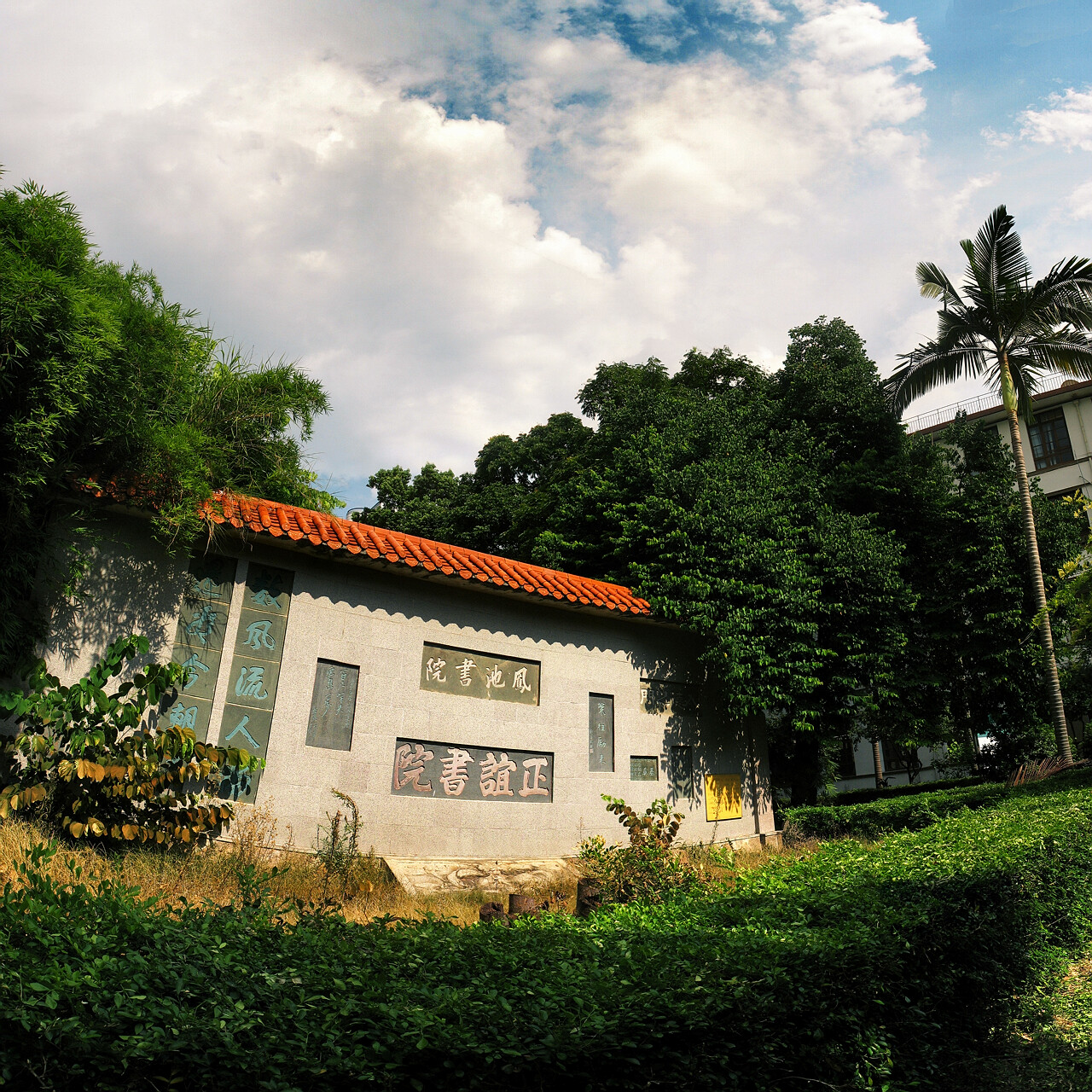
福州一中校园内的一面墙，上有正谊书院与凤池书院的石刻

后与正谊书院合并，改为全闽大学堂。现在被追认为福州一中前身。

## 历史
- 1902年与正谊书院合并为全闽大学堂。

## 历任山长
| 姓名   | 学历            | 时间      |
| ------ | --------------- | --------- |
| 赵在国 | (清)进士 · 翰林 | 1817-1836 |
| 魏敬中 | (清)进士 · 翰林 | 1836-1853 |
| 曾宝彦 | (清)进士 · 翰林 | 1899-1901 |